# Carolien Spoor
Carolien Marie Elisabeth Spoor (Den Haag, 23 december 1987) is een Nederlands actrice, ze heeft haar naamsbekendheid te danken door haar rol als Florien Fischer in Goede tijden, slechte tijden. Tevens is ze bekend van haar rol als Katinka "Kat" Vonk-Schaeffer in "Zwarte Tulp", als Rivka in de speelfilm Happy End en als Kimmy de Nijs in de thriller Loft.

## Levensloop
Carolien Spoor begon al op jonge leeftijd met acteerlessen bij Jeugdtheaterschool Rabarber in haar geboorte- en woonplaats Den Haag. Op achtjarige leeftijd maakt ze haar debuut op het witte doek, wanneer ze schittert als Thérèse in het door Marleen Gorris geregisseerde Antonia. De film won een Academy Award. Vier jaar later was ze samen met onder anderen John Kraaijkamp, Pierre Bokma en Marjolein Keuning te zien in de televisiefilm De Cock en de wraak zonder einde. Na haar rol in deze film bleef het lange tijd rustig rond Spoor. In 2004 deed ze auditie voor de rol van Sira Schilt in ZOOP, maar de rol werd aan Juliette van Ardenne gegeven. Medio 2005 deed ze auditie voor de rol van Florien Fischer in de dagelijkse soapserie Goede tijden, slechte tijden. Ze kreeg de rol en was tussen 31 oktober 2005 en 29 juni 2007 te zien in de serie.
Spoor verliet de dagelijkse soapserie, omdat ze een vierjarige opleiding ging volgen aan de Toneelacademie. Naast haar opleiding speelde ze regelmatig rollen in televisieseries en films. Begin 2008 was ze te zien als rijkeluisdochter Frédérique in de telefilm Bloedbroeders. De film was gebaseerd op de Baarnse moordzaak. Na deze telefilm speelde ze in de speelfilm Happy End, de laatste film van de trilogie van regisseur Frans Weisz. Een jaar later bemachtigde ze een kleine rol in de Nederlandse versie van Loft. Ze speelde daarin Kimmy de Nijs, de dochter van Anton de Nijs, gespeeld door Tom Jansen.
In 2011 speelde Spoor gastrollen in de TROS-politieserie Flikken Maastricht en de BNN-thrillerserie Van God Los. Tevens rondde ze in de zomer van 2011 de toneelschool af.
Vanaf januari 2012 speelt Spoor een rol in Who's in who's out, een dramaserie van BNN, en sinds december 2012 is ze te zien als Kimberly in de comedy Lieve Liza.
Op 8 maart 2014 ging De Deal van start, een driedelige miniserie waarin ze te zien is als hoofdpersonage Fenna Zielhorst.
In 2023 nam Spoor deel aan The Interior Project VIPS, te zien op RTL 4, hierin werd ze tweede. In datzelfde jaar deed ze mee aan Ik hou van Holland.

## Privé
Sinds 2005 had Spoor een relatie met acteur en regisseur Jon Karthaus, het stel trouwde in september 2016. Samen kregen ze twee zonen. Spoor en haar man zijn samen in meerdere filmprojecten te zien waaronder Homies, Bella Donna's en Fijn Weekend, in laatst genoemde vormde ze een gezin waarin ook hun beide zoontjes de kinderen vertolkte. Op 10 december 2024 heeft Carolien verteld in JAN magazine, dat zij en Jon niet meer samen zijn.

## Rollen

### Televisie
Hoofdrollen
- Goede tijden, slechte tijden - Florien Fischer (2005-2007)
- Who's in who's out - Sanne van Vliet (2012-)
- Lieve Liza - Kimberly (2012-2013)
- The Love Boat - Vicki Stubing (2013)
- De Deal - Fenna Zielhorst (2014)
- Zwarte Tulp - Katinka "Kat" Vonk-Schaeffer (2015-2016)
- Brussel - Nadja de Geer (2017)
- Diepe Gronden - Cynthia Hilverda (2022)
- Five Live - Vivienne de Later (2022)
- Hockeyvaders - Saskia Harteveld (2023)

Gastrollen
- Baantjer: De Cock en de Wraak zonder Einde - Michelle de Beer (1999)
- Flikken Maastricht - Nelleke (afl. Inkom, 2011)
- Van God Los - Roxanne (afl. Spookbeeld, 2011)
- De Jacht - Brigitte Karelse (2016)
- Flikken Rotterdam - Kiki Ruijters (2018)
- Dit zijn wij - Madelief (2019)
- Keizersvrouwen - Roxy (2019)
- Het jaar van Fortuyn - Mirella (2022)
- Sinterklaasjournaal - Rianne van der Ploeg (2022)
- Medisch Centrum West - Marie (2024)

### Film
- Antonia - Thérèse (1995)
- De Cock en de wraak zonder einde - Michelle de Beer (1999)
- Bloedbroeders - Frédérique (2008)
- Dag in, dag uit - Linda (2008)
- Happy End - Rivka (2009)
- Here, There and Everywhere - Julia (2010)
- Loft - Kimmy de Nijs (2010)
- Claustrofobia - Eva Lennearts (2011)
- Lieve Céline - Sue (2013)
- Toscaanse Bruiloft - Dominique (2014)
- Homies - Mandy (2015)
- Amsterdam Express - Suzan (2014)
- SneekWeek - Merel (2016)
- Kamp Holland - Frederique Hofman (2016)
- Bella Donna's - Jasmijn (2017)[4]
- Wat is dan liefde - Ellen (2019)
- Fijn Weekend - Kato (2023)
- Dit is geen kerstfilm - Demi (2024)

### Theater
- Gevallen van alledaagse waanzin - Sylvia/Annie (2012)
- Mogadishu - zonder naam (2013)

- Nederlandse Thesaurus van Auteursnamen: 341555320
- Virtual International Authority File: 292282609
- WorldCat: E39PBJfCvBTtrBbgby7WGrvCQq